# Joachim Grabowski
Joachim Grabowski (* 1958 in Hechingen) ist ein deutscher Psychologe. Er ist seit 2009 Professor für Psychologie und Privatdozent für Germanistische Linguistik an der Universität Hannover, davor war er seit 1999 Professor für Pädagogische Psychologie an der PH Heidelberg.

## Leben
Grabowski studierte zunächst an der Universität Mannheim von 1978 bis 1984 Psychologie sowie von 1980 bis 1986 Linguistik und Literaturwissenschaft. 1984 erhielt er das Diplom in Psychologie, zwei Jahre später den Magister Artium in Germanistik und Linguistik. 1990 promovierte er sich zum Doktor der Philosophie und habilitierte sich 1996 in Psychologie sowie 2000 in Germanistischer Linguistik. Von 1991 bis 2002 absolvierte er außerdem ein berufsbegleitendes Studium der Informatik und Mathematik an der FernUniversität Hagen.
Grabowski arbeitete 1997 als Gastwissenschaftler an der Universität in München und 1997/1998 als Vertretungsprofessur für Psychologie an der TU Chemnitz. Es folgten weitere Vertretungsprofessuren für Psychologie in Tübingen (1998), Mannheim (1998/1999) und Eichstätt-Ingolstadt (2003/2005). Von 1999 bis 2009 hatte er eine Professur für Psychologie an der PH Heidelberg inne; seitdem ist der Professor für Pädagogische Psychologie an der Universität Hannover. Die venia legendi für Germanistische Linguistik liegt seit der Umhabilitation 2010 ebenfalls bei der Universität Hannover.
Von 1998 bis 2008 war Grabowski Mitglied des wissenschaftlichen Beirats der Gesellschaft für Angewandte Linguistik, wo er die Sektion Psycholinguistik leitete. Von 2003 bis 2007 war er zudem Coordinator der Special Interest Group „Writing“ in der European Association for Research on Learning and Instruction. Von 2008 bis 2012 war er Scientific Secretary der COST Action IS0703.
Zu den Schwerpunkten seiner Forschung gehören Theorie der Sprachproduktion, Schreibkompetenz, sprachpsychologische Forschungsmethoden, Arbeitsgedächtnis bei sprachlichen Prozessen, verbale Wissensdiagnose, Sprache und Kognition von Raumrelationen sowie Quizshow-Wissen.

## Publikationen
- Der propositionale Ansatz der Textverständlichkeit: Kohärenz, Interessantheit und Behalten. Aschendorff, Münster 1981; Neuauflage 1999.
- Raumrelationen: Kognitive Auffassung und sprachlicher Ausdruck. Westdeutscher Verlag, Opladen 1999.
- Lernkarten Psychologie: Erleben, Verhalten und seelische Gesundheit. Spektrum Akademischer Verlag, Heidelberg 2007.
- Lernkarten Psychologie: Grundlagen, Wahrnehmung und Denken. Spektrum Akademischer Verlag, Heidelberg 2007.
- Sinn und Unsinn von Kompetenzen. Fähigkeitskonzepte im Bereich von Sprache, Kultur und Medien. Barbara Budrich Verlag, Opladen 2014.
- als Hrsg. und Übersetzer mit Christiane Fellbaum: George A. Miller: Wörter. Streifzüge durch die Psycholinguistik. Übersetzung von The Science of Words. Spektrum Akademischer Verlag, Heidelberg 1993.